# Aeroportul Maupiti
Aeroportul Maupiti (IATA: MAU, ICAO: NTTP) este un aeroport din Polinezia Franceză, Franța ce deservește zona Maupiti⁠(d). Aeroportul a fost tranzitat în 2022 de 32.294 de pasageri. A fost numit după zona deservită.
Situat la o altitudine de 5 m, aeroportul dispune de o singură pistă.